# Sérgio Yuppie
'Sergio Yuppie é um skatista brasileiro, campeão Canadense, pentacampeão mundial e heptacampeão Brasileiro de "Skate Downhill Slide profissional".
Paulistano, Sergio mora em Florianópolis - não por acaso foi para uma cidade cheia de ladeiras icônicas, e entrega seu amor ao skate desde 1987, quando tinha 13 anos.De 1990 a 2011, ele venceu todas as competições que participou (21 anos sem perder). Ficou conhecido como o Rei do Downhill. "E verdade, ele é o número 1, andou de skate contra os melhores na Inglaterra, contra os melhores no Canadá e derrotou todos eles, competiu contra os melhores dos Estados Unidos e mais uma vez foi o melhor de todos. Ele nunca perdeu", diz Cliff Coleman, o criador do downhill slide.
Sergio Yuppie e seus filhos protagonizaram duas temporadas da série "Os Yuppies", produzida pelo canal Off, o pentacampeão mundial de skate downhill Sergio Yuppie e seus filhos, Fernando, Junior e Christian caem na estrada pelo Brasil na Kombi da família, atrás das melhores ladeiras e pistas.
Sergio Yuppie também é presidente da Curva de Hill Skateboards, faz os próprios shapes, a equipe Curva de Hill conquistou diversos títulos com os shapes produzidos em florianópolis.
1. ↑  https://www.instagram.com/sergioyuppie/
2. 1 2  https://www.instagram.com/curvadehill/
3. ↑  https://www.redbull.com/br-pt/skate-lendas-sergio-yuppie
4. ↑  https://globoplay.globo.com/os-yuppies/t/zqQBmbDbmj/